# TuS Heidkrug
Der TuS Heidkrug (offiziell: Turn- und Sportverein Heidkrug von 1919 e.V.) ist ein Sportverein aus Delmenhorst. Die erste Fußballmannschaft spielte in der Saison 1961/62 in der höchsten niedersächsischen Amateurliga.

## Geschichte
Der TuS Heidkrug geht auf dem am 6. Oktober 1919 gegründeten Arbeiter Turn- und Sportverein Heidkrug zurück, der im Jahre 1933 von den Nationalsozialisten verboten wurde. Als Ersatz wurde der ESV Heidkrug gegründet, der sich 1935 in Heidkruger SV umbenannte. Nach dem Ende des Zweiten Weltkrieges wurde daraus der TuS Heidkrug.
Mit einer vorwiegend aus Eigengewächsen bestehenden Mannschaft gelang im Jahre 1958 der Aufstieg in die damals drittklassige Amateurliga Delmenhorst. Bereits drei Jahre später wurde der TuS Meister und schaffte in der Aufstiegsrunde den Sprung in die Amateuroberliga West. Die Mannschaft war jedoch zu schwach für diese Spielklasse. Mit nur zehn Punkten und 105 Gegentoren mussten die Heidkruger die Zweitklassigkeit als Tabellenletzter wieder verlassen.
Im Jahre 1964 verpasste die Mannschaft als Vorletzter die Qualifikation für die neu geschaffene Verbandsliga Niedersachsen um Längen und spielte bis weit in die 1980er Jahre nur auf Bezirksebene. Im Jahre 1987 kehrte der TuS in die Landesliga West zurück und verpasste zwei Jahre später nur sehr knapp den Aufstieg in die Verbandsliga. Der SC Harsum hatte mehr Tore erzielt als die Heidkruger. Finanzielle Turbulenzen führten im Jahre 1991 zum Abstieg aus der Landesliga.
Nach einem erneuten Landesligaintermezzo zwischen 2002 und 2005 kehrte der TuS im Jahre 2011 in die Landesliga Weser/Ems zurück. Damit war der TuS Heidkrug der am höchsten spielende Verein in Delmenhorst. Nach einem Streik der Spieler wurde die Mannschaft am 26. März 2012 vom Spielbetrieb abgemeldet. Daraufhin trat der TuS in der Kreisliga Oldenburg-Land/Delmenhorst an. Im Jahr 2013 verpasste die Mannschaft aufgrund eines Wechselfehlers trotz Vizemeisterschaft und gewonnener Relegation den Aufstieg in die Bezirksliga und startet 2013/14 in der Kreisliga Oldenburg-Land/Delmenhorst. 2019 gelang der Aufstieg in die Bezirksliga. Vier Jahre später stieg die Mannschaft wieder in die Kreisliga ab.

## Persönlichkeiten
- Patrick Drewes